# 장대희
장대희(1994년 4월 19일 ~ )은 대한민국의 전 축구 선수이며 과거 포지션은 골키퍼였다. 현재 울산 현대 U-15 GK 코치로 재직중이다.

## 축구인 경력

### 선수 경력
2015 시즌을 앞두고 울산 현대에 입단하였다. 그 후, 9월 9일에 열린 전북과의 리그 29라운드 경기에서는 국가대표로 차출된 김승규를 대신하여 K리그 클래식 데뷔전을 치렀고, 팀의 2-0 승리를 이끌었다.
그 이후, 김승규가 4주간의 기초군사훈련으로 시즌을 조기 마감하자, 11월 22일에 있었던 광주와의 원정 경기와 11월 28일에 있었던 부산과의 홈 경기에 선발출전하여 팀의 승리를 이끌었다.
2016년 4월 24일에는 김용대가 전 소속팀인 FC 서울과의 출전금지 조항이 걸려 결장하자 그를 대신하여 선발 출전했지만, 1-2 석패를 당했다.
2016년 7월 24일에 전북과의 원정 경기에서 선발 출전하여 수많은 슈퍼세이브를 선보였지만, 2골을 내줘 1-2 역전패를 당했다.
2017 시즌에는 김용대, 조수혁에 밀려 한 경기도 출전하지 못했고, 2018년 1월 5일에 전남 드래곤즈로 이적하였다.
2019년 내셔널리그 천안시청으로 이적하였다. 팀은 20년부터 K3리그에 참가하였으며, 새 리그에서의 첫 시즌 성적은 리그 7경기 출전 11실점 클린시트 2회를 기록하였다. 그 후, 현역 생활을 마감하고, 친정팀 울산의 U-15 GK 코치로 부임하였다.

## 수상

### 클럽

#### 울산 현대
- FA컵
  - 우승 : 2017